# Гуляева (деревня)
Гуляева — деревня в Байкаловском районе Свердловской области России. Входит в состав Баженовского сельского поселения.

## География
Деревня расположена на правом берегу реки Ницы, в 23 километрах на северо-восток от села Байкалова (по автомобильной дороге — 33 километра).
Вот так описывалось село в 1900 году: «село раскинулось на высоте 8-10 сажень от реки Ницы, в 30 верстах от слияния Ницы с Турой. С горы села открываются красивые виды на низменную местность, потянувшуюся к городу Туринску; вправо виднеются богатые села Бобровское и Краснослободское; во время полноводья Ницы вид оживляют пароходы, делающие рейсы между Ирбитом и Тюменью. Противоположный селу левый берег Ницы низменен и покрыт мелким тальником, черёмухой и кустами смородины. Во время весеннего разлива Ница затопляет его, чем способствует росту луговых трав. Благодаря этому, является возможность запасать в большом количестве хорошего сена, имеющее выгодный сбыт во время Ирбитской ярмарки. Климат в здешней местности весьма умеренный, благоприятный для здоровья. Почва частью чернозёмная, частью глинистая».

## История
Село было основано в одно время со слободами, расположенными по реке Нице: Краснослободской, Верх-Ницинской, Чубаровской и др. Время возникновения села можно отнести к 1650-м годам. Документально известно, что в начале XVIII века село вместе с названными выше слободами входило в состав отдельного Краснослободского дистрикта (уезда Сибирской губернии), управление которого было сосредоточено в Красной Слободе. Названия села идёт от фамилии его первых жителей Гуляевых.
По церковным документам в 1900 году в приходе села значилось 1329 мужчин и 1314 женщин. Главное занятие сельчан в начале XX века было земледелие, а часть, преимущественно молодёжь, уходила на заработки в заводы пилить лес и рубить дрова.
В 1893 году в селе открылась церковно-приходская школа. На престольный праздник Преображения Господня в селе устраивалась однодневная Преображенская ярмарка.

## Преображенский храм
Задолго до 1739 года была построена деревянная церковь во имя Преображения Господня, а в 1739 году она пришла в ветхость и повалилась, вследствие чего местный причт и староста обратились к своему епархиальному начальству с просьбой о разрешении построить новую церковь, тоже деревянную, во имя Преображения Господня с Прокопиевским приделом. В 1739 году последовала грамота Тобольского Владыки на имя Краснослободского Протопопа Ильи Иванова с предписанием «обложить новую церковь на приличном месте и по чиноположению церковному». 10 октября 1739 года совершено было заложение деревянной Преображенской церкви с Прокопиевским приделом. В 1745 году она была достроена и освящена. В 1791 году церковь пришла в ветхость, местный священник Григорий Топорков донёс Ирбитскому духовному правлению, что Гуляевская церковь «от давнаго построения во многих местах погнила, и потолок стоит в церкви и трапезе на подпорах и затем в ней зимним временем служить не можно, в летнее время за погнитием крыши от дождей бывает течь». Следствием этого донесения была грамота Тобольского владыки Варлаама на имя Ирбитского протоиерея Льва Карпинского, которому предписывалось заложить в селе Гуляевском новую каменную церковь, а старую разобрать и годный лес употребить на постройку новой церкви. 26 ноября 1797 года был освящён Прокопиевский придел, главный храм в честь Преображения Господня освящён в 1810 году, правый придел во имя великомученика Дмитрия Солунского освящён 1 июля 1889 года. Церкви принадлежали два деревянных дома с надворными постройками и деревянными лавками, приносящие до 250 рублей ежегодно дохода.
Храм был закрыт в 1930 году, в советское время в здании размещался склад, в западной части правого придела были прорублены ворота для грузовиков. Сейчас здание заброшено. Внутри храма частично сохранились фрески. Поставлен поклонный крест.

## Священномученик Стефан (Хитров)
7 апреля 1851 года в семье священника Преображенской церкви села Гуляевского родился Стефан Хитров. Он получил образование в Пермской духовной семинарии, женился, был рукоположен в сан диакона. Служил в церквях Камышловского, Ирбитского, Шадринского уездов.
Во время революции 1905—1907 годов отец Стефан опубликовал в газете статью, направленную против церковного начальства и был наказан семью годами покаяния в монастыре в городе Верхотурье. После окончания срока епитимьи его рукоположили в сан священника и направили в село Медный рудник Екатеринбургского уезда. В 1916 году перевели в его родное село Гуляевское.
Во время гражданской войны отец Стефан стал служить в Богоявленской церкви Краснослободского. Священник благословлял вступать в ряды Белой армии, на стороне которой воевал и его сын Николай. При отступлении армии Колчака отец Стефан ушёл с белыми в качестве военного священника. Красные полностью разорили хозяйство батюшки: забрали весь хлеб и зарезали скот. С белыми отец Стефан отступал до города Омска, где остался служить священником при лазарете. Когда Омск захватила Красная армия, он продолжал исполнять свой долг: исповедовал, причащал, соборовал раненых, духовно поддерживал болящих.
Через несколько месяцев отец Стефан вернулся в Краснослободское. Он был взят под стражу для заключения в концлагерь. Прихожане созвали церковный сход, на котором приняли постановление с просьбой оставить священника на свободе для совершения служб и треб. Документ подписали 118 человек из Краснослободского и окрестных деревень. Членов приходского совета обвинили в попытке бунта против советской власти и арестовали. Следствие по делу отца Стефана длилось четыре месяца, все это время он находился в заключении, виновным себя не признал. 16 августа 1920 года Екатеринбургская губернская чрезвычайная комиссия постановила: применить к отцу Стефану как к контрреволюционеру высшую меру наказания. Приговор был приведён в исполнение через два дня — 18 августа.
В 1992 году отец Стефан Хитров был реабилитирован на основании статьи 3 Закона РСФСР «О реабилитации жертв политических репрессий».
Прославлен в Соборе новомучеников и исповедников Церкви Русской 17 июля 2002 года от Екатеринбургской епархии. В 2010 году его имя включено также в Собор Екатеринбургских святых/

## Население
| 2002 | 2010 | 2021 |
| ---- | ---- | ---- |
| 246  | ↘191 | ↘162 |

## Инфраструктура
Деревня разделена на две улицы (Дзержинского, Кирова).